# عماد الدين أحمد مظفر
عماد الدين أحمد مظفر (نشط في: 786 - 795 هـ الموافق 1384 - 1389 م) كان حاكم الدولة المظفرية الرابع، وآل مظفر هم سلالة عربية سنية تفرّسوا.
في عهد شاه شجاع، كان واليًا على كرمان لفترة، وعندما مرض شاه شجاع، أُمر بحكم كرمان. وصل عماد الدين إلى كرمان يوم الجمعة 20 شعبان 786 هـ (7 تشرين الأول 1384 م). استقبله الأمير أختيارد الدين حسن قرجي، وعهد إليه بكنوز المدينة وحصونها. قتله السلطان أحمد بعد حروبه مع سيفراغتام، ثم حكم كرمان مستقلًا.
علم السلطان أحمد بتقدم تيمور نحو إيران في شوال 789 هـ (تشرين الأول 1387 م)، فذهب لخدمته. وفي عام 792 هـ (1391 م)، تحالف عماد الدين أحمد مع السلطان زين العابدين وهاجم شيراز التي كانت تحت سيطرة شاه منصور، لكنه هُزم ولم يستطع فتح شيراز. وبعد بضع سنوات، وتحديدًا في عام 795 هـ (1393 م)، قتل الأمير تيمور من غركان شاه منصور واستولى على شيراز. توجه السلطان أحمد إلى جيش الأمير تيمور، وبعد فترة، قُتل هو الآخر في مذبحة المظفر بأمر الأمير تيمور.

## روابط خارجية
- سيرة عماد الدين أحمد مظفر